# Hans-Michael Rehberg

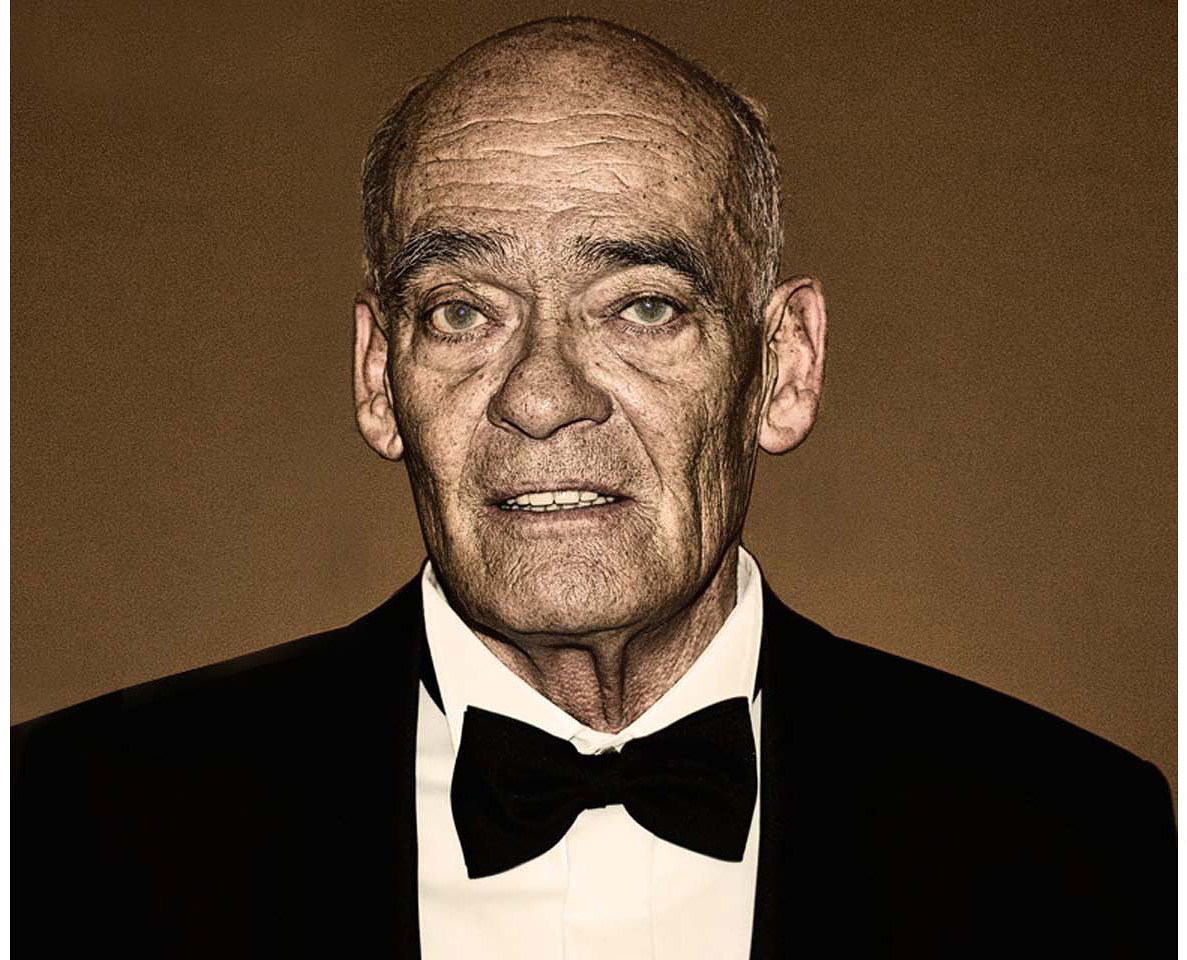
Hans-Michael Rehberg (2011)

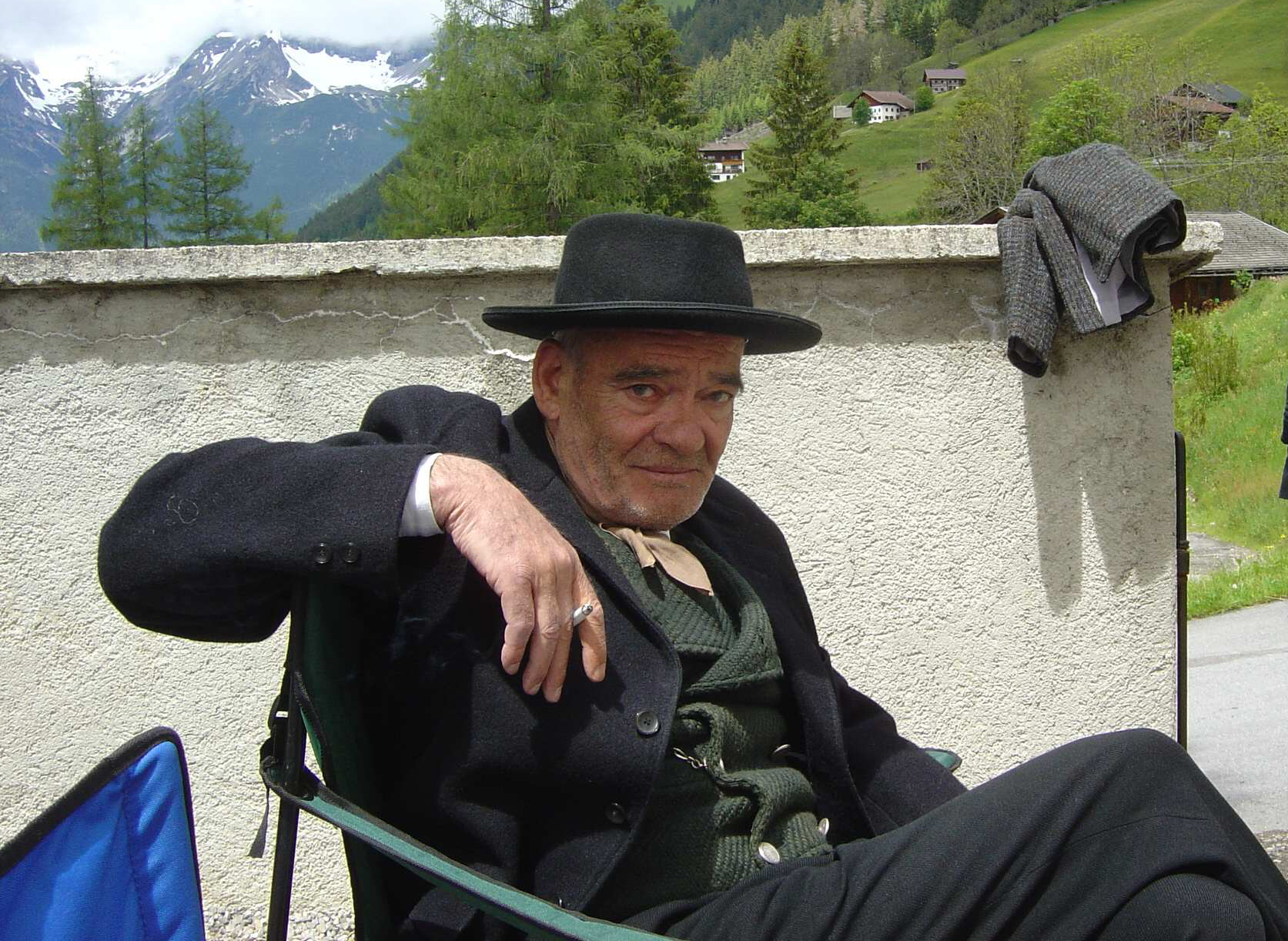
Hans-Michael Rehberg bei den Dreharbeiten zum Film Apollonia (2005)

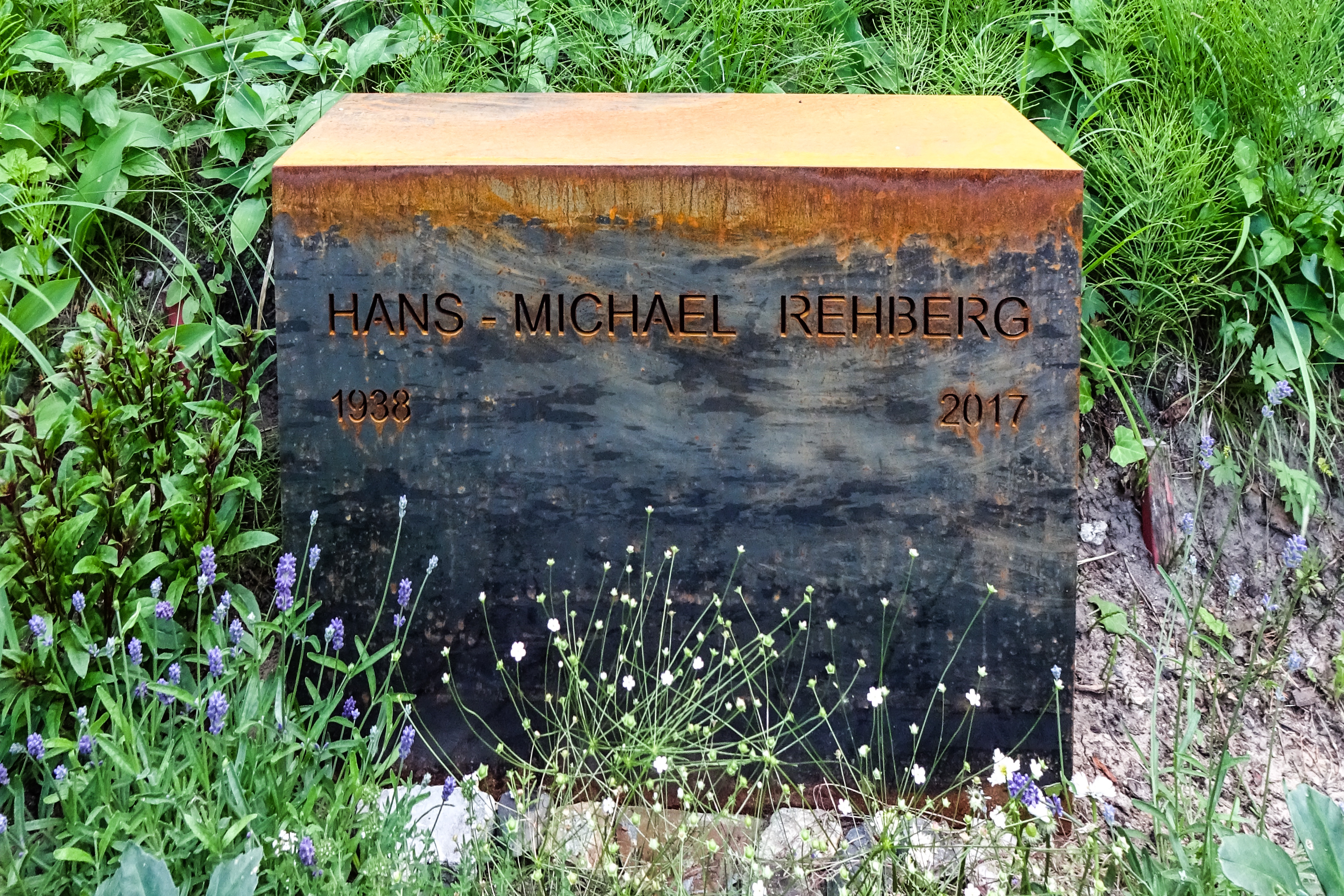
Grab von Hans-Michael Rehberg auf dem Friedhof Heerstraße in Berlin-Westend

Hans-Michael Rehberg (* 2. April 1938 in Fürstenwalde/Spree; † 7. November 2017 in Berlin) war ein deutscher Schauspieler und Regisseur.

## Leben

### Ausbildung
Hans-Michael Rehberg war eines von sechs Kindern des Schriftstellers Hans Rehberg und seiner Frau Maria Ohly. Er wuchs in Brandenburg, Schlesien, am Starnberger See und in Duisburg auf. Nachdem er die Schule abgebrochen hatte, begann er seine Schauspielausbildung an der Folkwangschule in Essen.

### Erfolge
Von da an begann eine schnelle und erfolgreiche Laufbahn mit zahlreichen Engagements an vielen deutschen Theatern, aber auch am Wiener Burgtheater und bei den Salzburger Festspielen. Im Alter von 25 Jahren wurde er am Bayerischen Staatsschauspiel Mitglied des Ensembles und mit 30 erhielt er die Nominierung zum Bayerischen Staatsschauspieler. Drei Jahre später feierte er als Regisseur am Münchner Residenztheater Premiere und weitere zwei Jahre später arbeitete er als Regisseur und Schauspieler am Deutschen Schauspielhaus in Hamburg.
Rehberg war im ernsten Fach ebenso tätig wie in der Komödie. Ab 2003 spielte er den Bischof Hemmelrath in der ARD-Reihe Pfarrer Braun. 2004 war er in der erfolgreichen Kinokomödie (T)Raumschiff Surprise als Rogul zu sehen. Mit Der Totmacher, Schindlers Liste oder Die Manns feierte er Erfolge im ernsten Fach.

### Theaterlaufbahn
Zahlreiche Engagements machten Rehberg auf den deutschen Theaterbühnen zu einem bedeutenden deutschen Schauspieler. Sein Weg führte über die Städtischen Bühnen Krefeld-Mönchengladbach, Burgtheater Wien, Thalia Theater Hamburg, Deutsches Schauspielhaus Hamburg, Freie Volksbühne Berlin, Schauspielhaus Zürich, Kammerspiele München, Residenztheater München, Münchner Volkstheater, Württembergisches Staatstheater Stuttgart und die Salzburger Festspiele.
Rehberg arbeitete mit den Regisseuren Heinz Hilpert, Karl-Heinz Stroux, Axel von Ambesser, Peter Zadek, Ingmar Bergman, Franz Xaver Kroetz, Dieter Giesing, Michael Haneke, Luc Bondy, Hans Lietzau, Peter Stein, Claus Peymann und zuletzt viel mit Andrea Breth.

### Tod und Grabstätte
Hans-Michael Rehberg starb am 7. November 2017 im Alter von 79 Jahren in Berlin. Sein Grab befindet sich auf dem landeseigenen Friedhof Heerstraße in Berlin-Westend.

## Filmografie
- 1966: Die fünfte Kolonne: Mord auf Befehl (Fernsehserie) – Regie: Rudolf Jugert
- 1970: 11 Uhr 20
- 1970: Tanker
- 1971: Der Kommissar: Die Anhalterin (Fernsehserie) – Regie: Wolfgang Staudte
- 1971: Der Pedell
- 1972: Der Kommissar: Amoklauf
- 1973: Supermarkt
- 1976: Derrick: Ein unbegreiflicher Typ (Fernsehserie) – Regie: Theodor Grädler
- 1977: Die Konsequenz (Fernsehfilm)
- 1978: Heinrich Heine (Fernsehfilm)
- 1979: Soweit das Auge reicht
- 1980: Berlin Alexanderplatz (Fernsehserie)
- 1981: Der Richter (Fernsehfilm) – Regie: Stephan Meyer
- 1981: Der Alte – Folge 55: Urlaub aus dem Knast – Regie: Dietrich Haugk
- 1981: Der Fuchs von Övelgönne – Entscheidung bei Windstärke 9
- 1982: Die Kartause von Parma (Fernsehserie)
- 1982: Eisenhans
- 1982: Die Krimistunde (Fernsehserie, Folge 1, Episode: „Unter Zeugen“)
- 1983: Krieg und Frieden – Regie: Alexander Kluge, Volker Schlöndorff, Stefan Aust, Axel Engstfeld
- 1984: Donauwalzer
- 1985: Schmutz – Regie: Paulus Manker
- 1985: Rosa Luxemburg
- 1985: Der Angriff der Gegenwart auf die übrige Zeit
- 1986: Stammheim
- 1988: Der Alte – (Folge 128: Um jeden Preis) – Regie: Wolfgang Becker
- 1988: Der Alte – Folge 132: Ein unaufhaltsames Ende – Regie: Helmut Ashley
- 1988: Europa und der zweite Apfel (Fernsehfilm) – Regie: Hans Neuenfels
- 1989: Schweinegeld – Ein Märchen der Gebrüder Nimm
- 1989: Georg Elser – Einer aus Deutschland
- 1990: Gavre Princip – Himmel unter Steinen
- 1990: Das Geheimnis des gelben Geparden
- 1990: Der Tod zu Basel (Fernsehfilm)
- 1991: Derrick: (Folge 205: Das Lächeln des Dr. Bloch)
- 1991: Der Alte – (Folge 158: Ganz für sich allein)
- 1991: Der Alte – (Folge 163: Kälter als der Tod) – Regie: Zbyněk Brynych
- 1991: Liebe auf den ersten Blick
- 1991: Die Männer vom K3 – Auf Sand gebaut
- 1993: Engel ohne Flügel
- 1993: Wehner – die unerzählte Geschichte
- 1993: Schindlers Liste (Schindler’s List)
- 1993: Shiva und die Galgenblume. Der letzte Film des „Dritten Reiches“ (unvollendeter Film von 1945)
- 1993: Der Alte – (Folge 185: Die Übermacht) – Regie: Günter Gräwert
- 1993: Der Fall Lucona
- 1994–2013: Rosa Roth (Fernsehserie)
- 1995: Der Totmacher
- 1996: Peanuts – Die Bank zahlt alles
- 1996: Kommissar Rex: Unter Hypnose (Fernsehserie) – Regie: Wolfgang Dickmann
- 1997: Opernball
- 1998: Tatort: Schwarzer Advent (Fernsehreihe)
- 1998: Das Miststück (Fernsehfilm)
- 1998: Der Campus – Regie: Sönke Wortmann
- 1999: Geliebte Gegner (Fernsehfilm)
- 1999: Die Einsamkeit der Krokodile
- 1999: Der Schandfleck – Regie: Julian Pölsler
- 1999: Ein Mann steht auf – Regie: Michael Lähn
- 1999: Tödliche Schatten – Regie: Diethard Klante
- 2000: Polt muss weinen (Fernsehfilm)
- 2000: Zärtliche Sterne (Fernsehfilm) – Regie: Julian Pölsler
- 2000: Deutschlandspiel (Fernsehfilm)
- 2001: Der Solist – Niemandsland (Fernsehfilm) – Regie: Thomas Freundner
- 2001: Die Manns – Ein Jahrhundertroman (Fernseh-Mehrteiler)
- 2001: Blumen für Polt (Fernsehfilm)
- 2002–2014: SOKO Kitzbühel (Fernsehserie)
- 2002: Gefährliche Nähe und du ahnst nichts (Fernsehfilm) – Regie: Hartmut Schoen
- 2002: Gebürtig – Regie: Robert Schindel
- 2002: Die Rosenheim-Cops (Fernsehserie), Folge „Das Geheimnis vom Chiemsee“
- 2002: Himmel, Polt und Hölle (Fernsehfilm)
- 2003: Eine Liebe in Afrika (Fernsehfilm)
- 2003: Im Namen des Herrn (Fernsehfilm) – Regie: Bernd Fischerauer
- 2003: Die Frau des Architekten (Fernsehfilm) – Regie: Diethard Klante
- 2003: Polterabend (Fernsehfilm)
- 2003–2014: Pfarrer Braun (Fernsehserie)
- 2004: (T)Raumschiff Surprise – Periode 1
- 2005: Apollonia (Fernsehfilm) – Regie: Bernd Fischerauer
- 2005: In einem anderen Leben (Fernsehfilm) – Regie: Manuel Siebenmann
- 2005: Tod eines Keilers (Der Keiler, Fernsehfilm)
- 2006: Mozart – Ich hätte München Ehre gemacht (Fernsehfilm) – Regie: Bernd Fischerauer
- 2006: Daniel Käfer und die Schattenuhr – Regie: Julian Pölsler
- 2007: Gipfelsturm (Fernsehfilm)
- 2007: Das zweite Leben
- 2008: Tatort: Häschen in der Grube (Fernsehfilm)
- 2009: Mord ist mein Geschäft, Liebling
- 2009: Der Mann aus der Pfalz (Fernsehfilm)
- 2009: Lulu & Jimi
- 2009: Am Seil (Fernsehfilm)
- 2010: Die Spätzünder (Fernsehfilm)
- 2010: Der Gewaltfrieden (Fernsehfilm)
- 2010: Kennedys Hirn (Fernsehfilm)
- 2010: Transfer
- 2010: Goethe!
- 2010: Rosannes Tochter (Fernsehfilm)
- 2011: Mein bester Feind (Fernsehfilm)
- 2011: Konterrevolution – Der Kapp-Lüttwitz-Putsch 1920 (Fernsehfilm)
- 2011: Der Wettbewerb (Fernsehfilm)
- 2012: Leg ihn um! – Regie: Jan Georg Schütte
- 2012: Vier Frauen und ein Todesfall (Fernsehserie, eine Folge)
- 2012: Die Wand
- 2013: Die Spätzünder 2 – Der Himmel soll warten (Fernsehfilm)
- 2013: Polt.
- 2013: Steirerblut (Fernsehfilm)
- 2014: Das finstere Tal
- 2014: Ein starkes Team: Alte Wunden
- 2014: 1864 – Liebe und Verrat in Zeiten des Krieges (1864, Fernsehserie, eine Folge)
- 2015: Schuld nach Ferdinand von Schirach (Fernsehserie, Folge Schnee)
- 2016: Gleißendes Glück
- 2018: Alt, aber Polt (posthume Veröffentlichung)
- 2018: Matula – Der Schatten des Berges (posthume Veröffentlichung)
- 2022: Rimini (posthume Veröffentlichung)
- 2022: Sparta (posthume Veröffentlichung)
- 2023: Böse Spiele – Rimini Sparta (posthume Veröffentlichung)

## Auszeichnungen
- 1968: Ernennung zum Bayerischen Staatsschauspieler
- 1994: Österreichischer Theaterpreis Kainz-Medaille, für die Darstellung des Mendel Krik in Sonnenuntergang von Isaak Babel im Wiener Akademietheater
- 1999: Gertrud-Eysoldt-Ring als bester Schauspieler, für Der verkaufte Großvater, Franz Xaver Kroetz, Münchener Volkstheater
- 2000: Merkur-Theaterpreis
- 2000: Bayerischer Fernsehpreis, für Der Schandfleck (BR/ARD)
- 2015: Auszeichnung der Deutschen Akademie für Fernsehen in der Kategorie Schauspieler Hauptrolle, für Schuld nach Ferdinand von Schirach in der Episode Schnee

## Synchronisation
Als Synchronsprecher lieh er unter anderen Ian Bannen (Die Reise nach Palermo), Daniel Gélin (Napoleon; zweite Synchronfassung), Klaus Kinski (Marquis de Sade: Justine, Nachtblende) und Jean-Louis Trintignant (Brutale Schatten, Vouyou – Der Gauner, Liebe) seine Stimme. In der Comedyserie Väter der Klamotte des ZDF kommentierte Rehberg einige Folgen.

## Hörspiel (Auswahl)
- 2006: Jörg Graser:  Diridari – Regie: Robert Matejka (Hörspiel – DKultur)
- 2007: Matthias Schamp: Der Aufstand in den Sinnscheiße-Bergwerken – Regie: Beate Andres (Hörspiel – WDR)
- 2012: Inka Bach/Ingrun Aran: Schönes Wochenende (Er) – Regie: Ingrun Aran (Hörspiel – RBB)
- 2012: John von Düffel: Ein klarer Fall – Regie: Christiane Ohaus (Radio-Tatort – RB)
- 2015: David Zane Mairowitz: Hornissengedächtnis – Regie: David Zane Mairowitz (Hörspiel – SRF/ORF)